# Kebon Sungai Iyu
Kebon Sungai Iyu is een bestuurslaag in het regentschap Aceh Tamiang van de provincie Atjeh, Indonesië. Kebon Sungai Iyu telt 207 inwoners (volkstelling 2010).